# マフェルサ
マフェルサ（ポルトガル語 : Material Ferroviário S/A・Mafersa）は、かつてブラジルに存在した鉄道車両メーカーの一つである。鉄道車両と鉄道用車輪の製造を行い、前者の工場は現在、フランスに本社を置く多国籍鉄道車両メーカーアルストムの子会社、アルストム・ブラジルとなっている。

## 創業と拡張期
マフェルサは1944年に設立された。当初は輪軸や貨車をブラジル国内向けに生産し、それらを主に立地が近いサンパウロ鉄道向けに販売した。1947年にサンパウロ鉄道は国有化され、サントス・ジュンジャイ鉄道 (EFSJ) に改称された。
1950年代、EFSJは当社とともにブラジルとアメリカとの技術協力協定により、鉄道車両の近代化の研究を開始。1957年にアメリカの大手鉄道車両メーカーであるバッド社と技術移転の契約を結んだ。これによりマフェルサはラテンアメリカ初のステンレス鋼製の鉄道車両を製作できるメーカーとなった。同年にカサパヴァにも工場を開設し、そこにおいては無蓋貨車、輪軸、連結器の製造を行った。

## 国有化と好況期
1964年のブラジルの軍事クーデターのあと、国有化されたマフェルサは、ソロカバナ鉄道とアララクアラ鉄道に向け、バッド社の客車パイオニアIIIを基本設計としたマフェルサ800系客車の生産を開始した。
1968年にはEFSJ向けに、バッド社のパイオニアIIIがベースの電車、サントス・ジュンジャイ鉄道141形電車を製造した。
1970年代はマフェルサの絶頂期で、バッド社のライセンスでサンパウロ地下鉄向けに電車を作ったほか、1978年にはリオデジャネイロ地下鉄向け電車 (Villares社との共同事業)、1976年にはブラジル連邦鉄道 (RFFSA) 向けに700形電車を、1980年にはパウリスタ鉄道 (FEPASA) 向けに 、VillaresとベルギーのACECおよびポルトガルのSOREFAMEとの連合体で受注した9500形電車を製作した。

## 衰退期
1980年代にマフェルサはバッド社の低迷の影響を受け、1983年から1987年にかけてのRFFSA向けの700形電車の増備車を最後に、その技術を使っての鉄道車両の生産が不可能となった。そこで同じくバッド社の技術移転を受けていたフランスのフランコライユ（かつてのCarel et foucheほかが結成したコンソーシアムで、のちにアルストムに吸収）の技術を取り入れようとしたが、その方式で作られたのはサンパウロ地下鉄への増備車だけであった。また、経済危機を防ごうとするブラジル政府の車両購入政策により、競争相手のコブラスマ社とともに1985年にはバスやトロリーバスの生産が求められ、製品の多角化が図られた。

## 民営化と倒産
1990年代初期に、リオデジャネイロ地下鉄向けですでに実績のある新しい製造技術により、ブラジリアの地下鉄向けの車両が造られた。これと同じ頃、マフェルサはアメリカのモリソン・クヌーセン社と手を結んだ。この協力関係はシカゴ高架鉄道へのステンレス鋼製電車256両とバージニア急行鉄道向けの客車38両受注の結果をもたらした。
1991年にマフェルサは民営化された。1994年にモリソン・クヌーセンとコンソーシアムを組んでアメリカのカルトレイン向けの2階建て客車納入を落札した。しかしアメリカでの契約権を握るモリソン・クヌーセンの倒産・再編にともなう改変により1995年に契約は取り消された。このパートナーの消滅とブラジル国内での鉄道民営化の促進により同国内からの発注が激減したことにより、マフェルサに新たな危機が訪れた。この危機により工場は3ヶ月間稼働を停止した。同年内に従業員が1820人解雇され、負債は260万レアルに及んだ。工場は1996年に従業員を360人に減らし稼働を再開したが、新たな製造は行わず、車輪の生産と既存の車両の改装だけを引き受けることとなった。その一環として、本工場ではEFSJ (現在のCPTM) の100系電車の改装を施行し、カサパヴァの分工場では車輪の製造を大々的に行い、200万組目の車輪の生産を記録した。なお、この時期には日本の東日本旅客鉄道（JR東日本）が同社製の車輪を購入、採用している。
サンパウロのラパ区にある本工場は、1997年にフランスの多国籍企業アルストムに買収され、アルストム・ブラジルとなった。1999年に、マフェルサの商標権と車輪製造技術はドイツのGerman GMHグループの傘下にある、MWLブラジル輪軸に譲渡された。

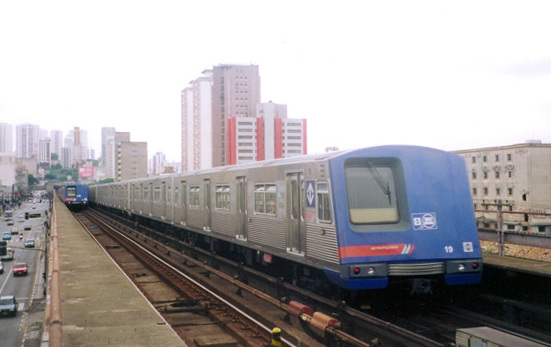
サンパウロ地下鉄 1号線向け電車（1972年製）

## 参考
- ブラジルのバッド・カー - その時代 (BUZELIN, José Emílio de Castro Horta)、2002年、リオデジャネイロ （ポルトガル語）